# غاري مكارتني
غاري مكارتني (بالإنجليزية: Gary McCartney)‏ هو لاعب كرة قدم بريطاني، ولد في 15 أغسطس 1960. لعب مع نادي كروسيدرز.

## وصلات خارجية
- غاري مكارتني على موقع قاعدة بيانات كرة القدم.إي يو (الإنجليزية)
- غاري مكارتني على موقع عالم كرة القدم.نت (الإنجليزية)